# Southington
Southington es un pueblo ubicado en el condado de Hartford en el estado estadounidense de Connecticut. En el año 2005 tenía una población de 42.077 habitantes y una densidad poblacional de 451 personas por km².

## Geografía
Southington se encuentra ubicada en las coordenadas 41°36′18″N 72°52′45″O / 41.60500, -72.87917.

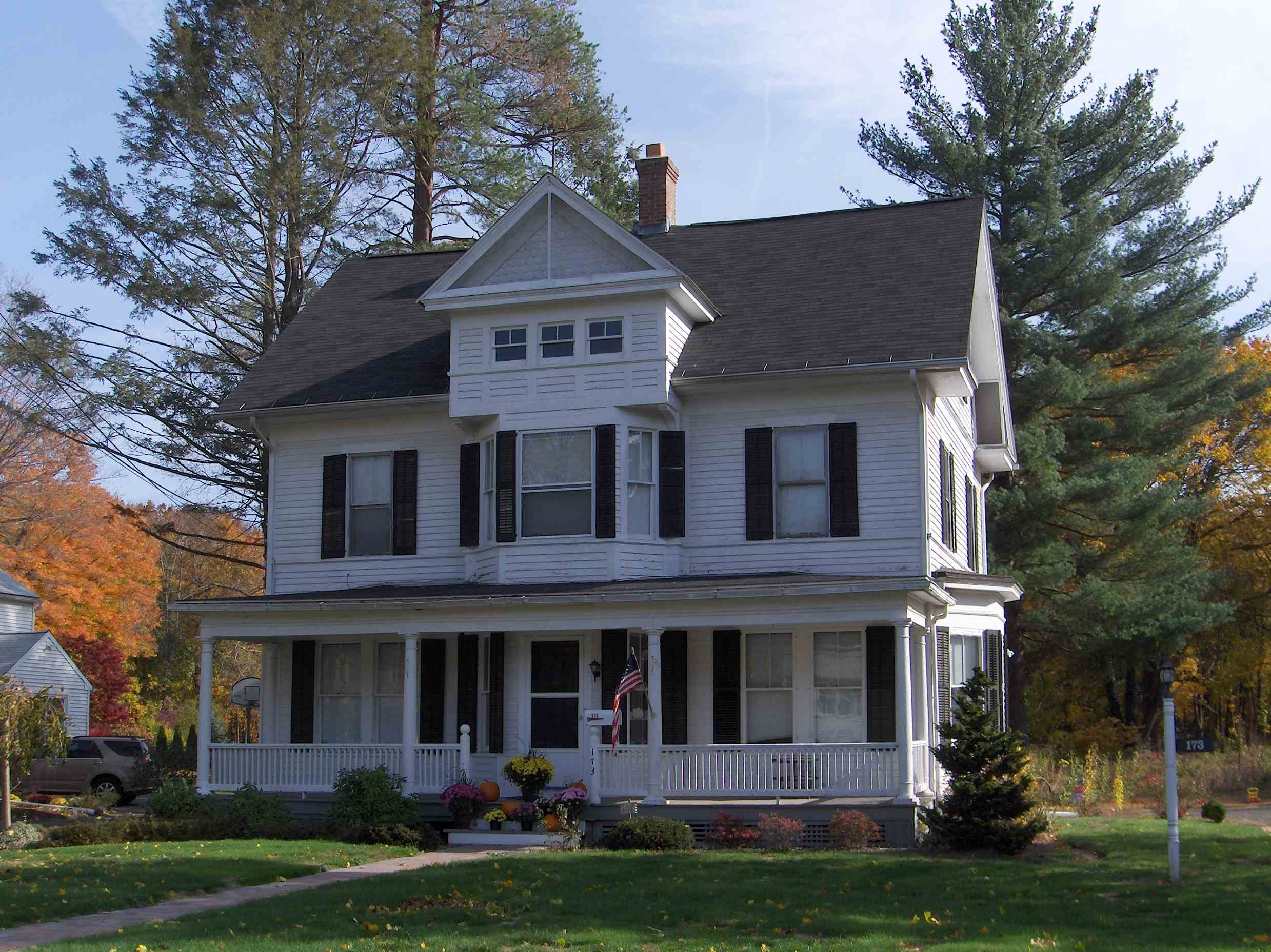
Casa ubicada en el distrito histórico de Meriden Avenue-Oakland Road, Southington, Connecticut.

## Demografía
Según la Oficina del Censo en 2000 los ingresos medios por hogar en la localidad eran de $60,538, y los ingresos medios por familia eran $70,789. Los hombres tenían unos ingresos medios de $48,828 frente a los $35,298 para las mujeres. La renta per cápita para la localidad era de $32,485. Alrededor del 3.3% de la población estaban por debajo del umbral de pobreza.